# Mocis diplocyma
Mocis diplocyma  là một loài bướm đêm thuộc họ Erebidae. Nó được tìm thấy ở Nam Mỹ, bao gồm Brasil và Guyane thuộc Pháp.